# Geertgen Wyntges
Geertgen Wyntges (Delft, 1636 - Delft, 1712), fou una pintora de l'Edat d'Or neerlandesa, va ser ajudant de la pintora de Maria van Oosterwijk.

## Biografia
Segons Arnold Houbraken va ser l'aprenenta de Maria Oosterwijck en Amsterdam on l'ajudava en la mescla de les seves pintures. Mentre Houbraken treballava en el seu llibre, el pintor Nicolaas Verkolje li va dir que l'havia visitat en Delft dos anys abans i que li va explicar una divertida història sobre la seva anterior patrona i el pintor d'escenes de flors Willem van Aelst, ella li va dir que els seus tallers eren contigus i podien veure's tots dos a través de les seves finestres. Aelst havia intentat cortejar a Oosterwyck, però ella va preferir romandre sola.
Segons el Rijksbureau voor Kunsthistorische Documentatie també es coneix com a Geertje Pieters i va ser alumna de Maria van Oosterwijck. Era neta del col·leccionista d'art Melchior Wyntges que Karel van Mander esmenta en el seu Schilder-boeck. Estava relacionada amb la família de Maria van Oosterwyck. Constantijn Huygens va fer dos poemes en el seu honor -un dedicat a ella i un altre per a la seva patrona Oosterwyck).